# 기타24조역
기타24조역(일본어: 北24条駅, きたにじゅうよじょうえき)은 일본 홋카이도 삿포로시 기타구에 위치한 삿포로 시영 지하철의 역이다.

## 역 구조
지하 1층에 개찰구가 있고 지하 2층에 1면 2선의 섬식 승강장이 있고 승강장의 남쪽에 엘리베이터가 있다. 출구는 총 4곳 있고, 버스 터미널로 통하는 계단이 3곳 있다.지상으로 통하는 엘리베이터는 3번 출구에 설치되어 있다.
1978년에 난보쿠 선의 기타24조 ~ 아사부 역간 연장 개통 전까지는 본 역이 북쪽 종점역이었다. 그래서 북쪽에는 회차용 선로 변환기가 있었다.
역의 소재지는 기타23조니시 4초메이지만 북쪽 출구가 미야노모리키타24조도리와 마주보고 있으며 본 역에서 서쪽으로 100m거리에는 과거 삿포로 시 전철 기타 선에도 동명의 정류장이 있었다.

### 타는 곳
| 1 | 난보쿠 선 | 삿포로・오도리・마코마나이 방면 |
| 2 | 난보쿠 선 | 아사부 방면                     |

## 이용 현황
삿포로 시 교통국의 조사에 따르면 2015년도 1일 평균 승차 인원은 13,897명이다.
최근 1일 평균 승차 인원의 추이는 다음과 같다.
| 연도 | 1일 평균 승차 인원 |
| ---- | ------------------ |
| 2008 | 14,017             |
| 2009 | 13,564             |
| 2010 | 13,514             |
| 2011 | 13,565             |
| 2012 | 13,833             |
| 2013 | 14,055             |
| 2014 | 13,968             |
| 2015 | 13,897             |

## 역 주변
시가지의 중심부에 있어서 북쪽의 일각으로는 음식점이 밀집되어 있다.
- 국도 제5호선
- 삿포로 시 기타 구청
- 삿포로 시 기타 보건 센터, 삿포로 시 기타 구민 센터
- 삿포로 시 키타 소방서
- 삿포로 기타23조 우체국
- 홋카이도 은행 기타24조 지점
- 삿포로 선 플라자
- 삿포로 시립 하쿠요 초등학교
- 홋카이도 삿포로키타 고등학교
- 삿포로소세이 고등학교
- 국토교통성 홋카이도 운수국 삿포로 운수 지국
- 홋카이도추오 자동차 학교

## 역사
- 1952년 9월: 시 전철 기타 선의 연장에 따라 북쪽의 종점으로 정류소 개업.
- 1959년 12월: 시 전철 기타 선 본 정류소 ~ 기타27조 간 연장 개통.
- 1971년 12월 16일: 지하철 난보쿠 선 당역까지 개통함. 시 전철 기타 선의 당역 이남 부분이 폐지됨.
- 1974년 5월: 시 전철 기타 선이 폐지됨.
- 1978년 3월 16일: 지하철 난보쿠 선 기타24조 ~ 아사부 역간 연장 개통.
- 2012년 8월 9일: 스크린도어 사용 개시[1].

## 사진

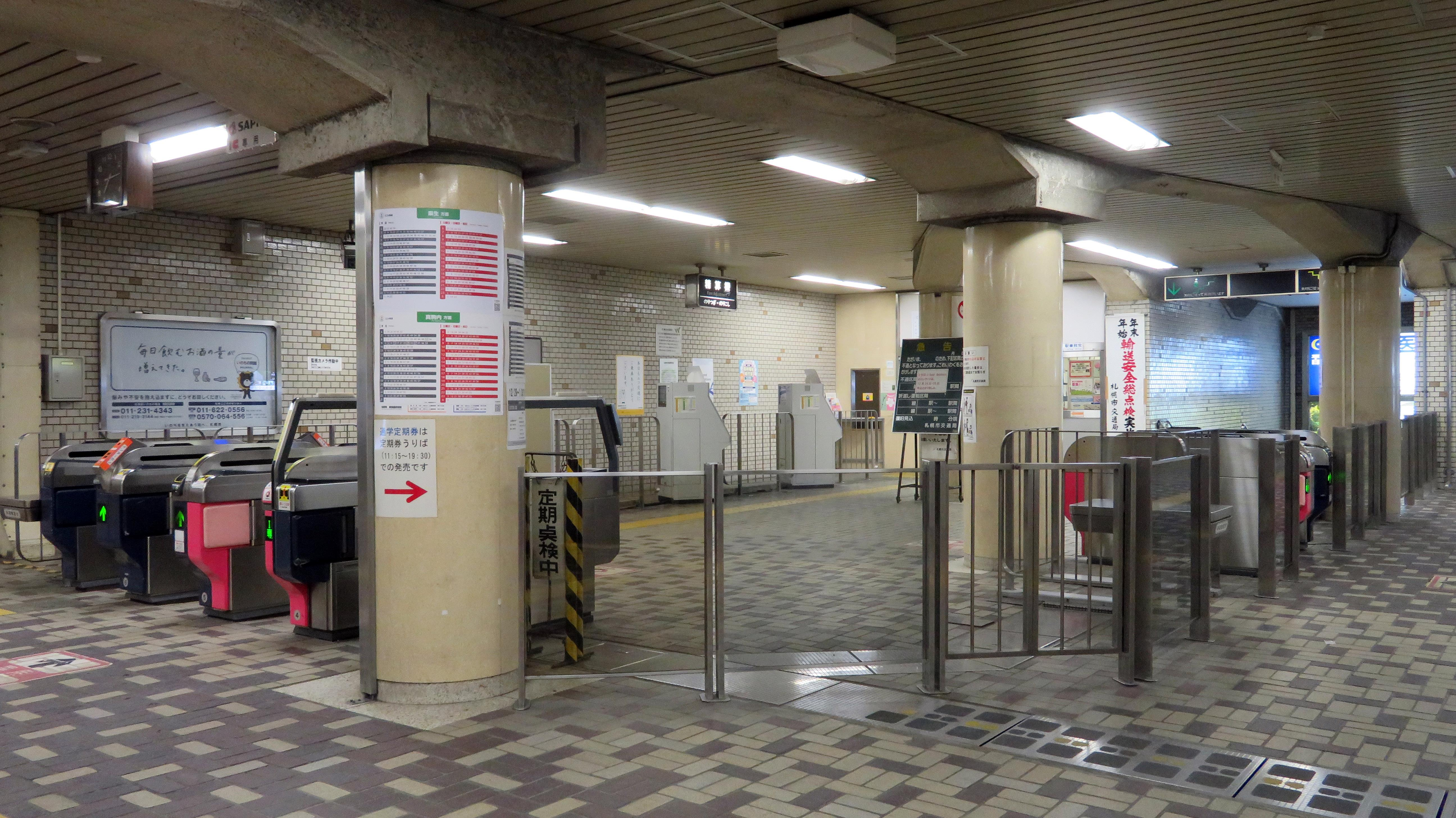
개찰구

## 인접역
| 삿포로 시 교통국 지하철 난보쿠 선 | 삿포로 시 교통국 지하철 난보쿠 선 | 삿포로 시 교통국 지하철 난보쿠 선 |
| --------------------------------- | --------------------------------- | --------------------------------- |
| N02 기타34조 아사부 방면          | ● 난보쿠 선                       | N04 기타18조 마코마나이 방면      |